# 인마궁
사수자리(Sagittarius)는 사수자리 성좌와 연관있는 아홉번째 점성술의 별자리이다. 이는 황도대의 240~270도, 황도좌표계의 234.75도와 270도 사이에 걸쳐 있는데, 태양은 매년마다 평균 11월 23일부터 12월 21일까지 이 구간을 지난다.

## 관련 행성
점성술에서 한 행성의 거주지는 그것이 주인 지위를 가지는 별자리이다. 사수자리의 주인이라 불리는 행성은 목성이다.

### 참고 문헌
- Heindel, Max. 《Simplified Scientific Astrology: A Complete Textbook on the Art of Erecting a Horoscope, with Philosophic Encyclopedia and Tables of Planetary Hours》 4판. Rosicrucian Fellowship. OCLC 36106074., OCLC 36106074

## 같이 보기
- 천문 기호
- 띠 (생초)
- 사이 (점성술)